# Jaume Romeu
Jaume Romeu (Barcelona, ? - Saragossa, 1470) pintor que es creu d'origen barceloní i que estigué actiu entre 1440 i 1470 a Saragossa.

## Obra
- Retaule de Villanueva de Borjaçut, actual Villanueva de Gállego (Saragossa), 1440. El mestre del retaule és Pascual Ortoneda i Jaume Romeu és citat com un col·laborador.[2]
- Retaule d'Alcorisa (Terol).
- Retaule dedicat a Crist i a la Verge per a l'església de Santa Maria de Jesus de Saragossa, 1456.
- Retaule de la capella del cabildo de Santa María del Pilar de Saragossa.
- Retaule del monestir de Sant Agustín de Saragossa.
- Retaule de l'església parroquial de Lécera (Saragossa) en col·laboració amb Juan Rius.
- Retaule de Sant Pere dels Francs de Calataiud (Saragossa).
- per a l'església parroquial de Belchite (Saragossa).
- el cor de la Seu de Saragossa entre 1447-1449.